# Wereldbeker freestyleskiën 2023/2024
De wereldbeker freestyleskiën 2023/2024 (officieel: FIS World Cup Freestyle skiing) was een competitie voor freestyleskiërs die georganiseerd werd door de internationale skifederatie FIS. In de wereldbeker zijn zowel voor mannen als voor vrouwen zes disciplines opgenomen (halfpipe, slopestyle, ski cross, aerials, moguls en dual moguls). Voor deze disciplines werden ieder afzonderlijk medailles uitgereikt. Het seizoen begon op 20 oktober 2023 in het Zwitserse Chur en eindigde op 24 maart 2023 in het Zwitserse Silvaplana en het Zweedse Idre Fjäll.

## Mannen

### Kalender
| Datum      | Plaats               | Onderdeel   | Eerste                    | Tweede                | Derde                     |
| ---------- | -------------------- | ----------- | ------------------------- | --------------------- | ------------------------- |
| 20/10/2023 | Chur                 | Big air     | Dylan Deschamps           | Daniel Bacher         | Birk Ruud                 |
| 24/11/2023 | Stubai               | Slopestyle  | Evan McEachran            | Mac Forehand          | Alexander Hall            |
| 02/12/2023 | Beijing              | Big air     | Alexander Hall            | Édouard Therriault    | Andri Ragettli            |
| 02/12/2023 | Ruka                 | Moguls      | Ikuma Horishima           | Walter Wallberg       | Mikaël Kingsbury          |
| 03/12/2023 | Ruka                 | Aerials     | Qi Guangpu                | Pirmin Werner         | Dmytro Kotovskij          |
| 07/12/2023 | Val Thorens          | Skicross    | Tristan Takats            | Tyler Wallasch        | Romain Détraz             |
| 08/12/2023 | Val Thorens          | Skicross    | Jared Schmidt             | David Mobärg          | Johannes Rohrweck         |
| 08/12/2023 | Idre Fjäll           | Moguls      | Mikaël Kingsbury          | Nick Page             | Filip Gravenfors          |
| 09/12/2023 | Idre Fjäll           | Dual Moguls | Mikaël Kingsbury          | Rasmus Stegfeldt      | Ikuma Horishima           |
| 09/12/2023 | Secret Garden        | Halfpipe    | Alex Ferreira             | Luke Harrold          | Hunter Hess               |
| 12/12/2023 | Arosa                | Skicross    | Jared Schmidt             | Reece Howden          | Erik Mobärg               |
| 15/12/2023 | Alpe d'Huez          | Moguls      | Mikaël Kingsbury          | Elliot Vaillancourt   | Ikuma Horishima           |
| 16/12/2023 | Alpe d'Huez          | Dual Moguls | Walter Wallberg           | Rasmus Stegfeldt      | Mikaël Kingsbury          |
| 15/12/2023 | Copper Mountain      | Halfpipe    | Alex Ferreira             | Hunter Hess           | Birk Irving               |
| 16/12/2023 | Copper Mountain      | Big air     | Mac Forehand              | Miro Tabanelli        | Birk Ruud                 |
| 16/12/2023 | Changchun            | Aerials     | Pirmin Werner             | Christopher Lillis    | Li Tianma                 |
| 21/12/2023 | Innichen             | Skicross    | Jared Schmidt             | Nicolas Raffort       | Youri Duplessis Kergomard |
| 22/12/2023 | Innichen             | Skicross    | Terence Tchiknavorian     | Tim Hronek            | Florian Wilmsmann         |
| 22/12/2023 | Bakoeriani           | Moguls      | Ikuma Horishima           | Filip Gravenfors      | Mikaël Kingsbury          |
| 23/12/2023 | Bakoeriani           | Dual Moguls | Mikaël Kingsbury          | Ikuma Horishima       | Nick Page                 |
| 19/01/2024 | Val Saint-Côme       | Moguls      | Walter Wallberg           | Elliot Vaillancourt   | Filip Gravenfors          |
| 20/01/2024 | Val Saint-Côme       | Dual Moguls | Mikaël Kingsbury          | Filip Gravenfors      | Matt Graham               |
| 20/01/2024 | Nakiska              | Skicross    | Reece Howden              | Terence Tchiknavorian | Alex Fiva                 |
| 21/01/2024 | Nakiska              | Skicross    | Jonas Lenherr             | Florian Wilmsmann     | Youri Duplessis Kergomard |
| 21/01/2024 | Laax                 | Slopestyle  | Birk Ruud                 | Mac Forehand          | Max Moffatt               |
| 26/01/2024 | Waterville Valley    | Moguls      | Ikuma Horishima           | Walter Wallberg       | Mikaël Kingsbury          |
| 27/01/2024 | Waterville Valley    | Dual Moguls | Mikaël Kingsbury          | Cooper Woods          | Walter Wallberg           |
| 28/01/2024 | Sankt Moritz         | Skicross    | Simone Deromedis          | Alex Fiva             | Youri Duplessis Kergomard |
| 01/02/2024 | Deer Valley          | Moguls      | Mikaël Kingsbury          | Ikuma Horishima       | Filip Gravenfors          |
| 02/02/2024 | Deer Valley          | Aerials     | Alexandre Duchaine        | Connor Curran         | Qi Guangpu                |
| 03/02/2024 | Deer Valley          | Dual Moguls | Ikuma Horishima           | Benjamin Cavet        | Dylan Marcellini          |
| 02/02/2024 | Alleghe              | Skicross    | Erik Mobärg               | Alex Fiva             | Niklas Bachsleitner       |
| 03/02/2024 | Alleghe              | Skicross    | Reece Howden              | Florian Wilmsmann     | Johannes Aujesky          |
| 02/02/2024 | Mammoth Mountain     | Halfpipe    | Alex Ferreira             | Hunter Hess           | Nick Goepper              |
| 03/02/2024 | Mammoth Mountain     | Slopestyle  | Alexander Hall            | Colby Stevenson       | Andri Ragettli            |
| 10/02/2024 | Bakoeriani           | Skicross    | David Mobärg              | Florian Wilmsmann     | Alex Fiva                 |
| 11/02/2024 | Bakoeriani           | Skicross    | Simone Deromedis          | David Mobärg          | Tobias Baur               |
| 10/02/2024 | Lac Beauport         | Aerials     | Qi Guangpu                | Wang Xindi            | Émile Nadeau              |
| 11/02/2024 | Lac Beauport         | Aerials     | Zhang Yifan               | Wang Xindi            | Noé Roth                  |
| 16/02/2024 | Calgary              | Halfpipe    | Alex Ferreira             | Brendan Mackay        | Jon Sallinen              |
| 17/02/2024 | Calgary              | Halfpipe    | Alex Ferreira             | Jon Sallinen          | Lee Seung-hun             |
| 24/02/2024 | Reiteralm            | Skicross    | Erik Mobärg               | Jonas Lenherr         | Melvin Tchiknavorian      |
| 25/02/2024 | Reiteralm            | Skicross    | Youri Duplessis Kergomard | Simone Deromedis      | Terence Tchiknavorian     |
| 02/03/2024 | Oberwiesenthal       | Skicross    | Afgelast                  | Afgelast              | Afgelast                  |
| 03/03/2024 | Oberwiesenthal       | Skicross    | Afgelast                  | Afgelast              | Afgelast                  |
| 08/03/2024 | Almaty               | Moguls      | Mikaël Kingsbury          | Ikuma Horishima       | Matt Graham               |
| 09/03/2024 | Almaty               | Dual Moguls | Mikaël Kingsbury          | Pavel Kolmakov        | Landon Wendler            |
| 10/03/2024 | Almaty               | Aerials     | Qi Guangpu                | Wang Guochen          | Christopher Lillis        |
| 15/03/2024 | Tignes               | Slopestyle  | Alexander Hall            | Leo Landrø            | Andri Ragettli            |
| 16/03/2024 | Tignes               | Slopestyle  | Mac Forehand              | Tormod Frostad        | Konnor Ralph              |
| 16/03/2024 | Veysonnaz            | Skicross    | David Mobärg              | Alex Fiva             | Florian Wilmsmann         |
| 16/03/2024 | Chiesa in Valmalenco | Dual Moguls | Mikaël Kingsbury          | Takuya Shimakawa      | Nick Page                 |
| 23/03/2024 | Idre Fjäll           | Skicross    | David Mobärg              | Simone Deromedis      | Reece Howden              |
| 24/03/2024 | Idre Fjäll           | Skicross    | David Mobärg              | Reece Howden          | Erik Mobärg               |
| 24/03/2024 | Silvaplana           | Slopestyle  | Andri Ragettli            | Lukas Müllauer        | Luca Harrington           |

### Eindstanden
| Moguls+Dual Moguls | Moguls+Dual Moguls | Moguls+Dual Moguls | Moguls+Dual Moguls |
| #                  | Naam               | Land               | Punten             |
| ------------------ | ------------------ | ------------------ | ------------------ |
| 1                  | Mikaël Kingsbury   | CAN                | 1300               |
| 2                  | Ikuma Horishima    | JPN                | 982                |
| 3                  | Filip Gravenfors   | SWE                | 705                |
| 4                  | Walter Wallberg    | SWE                | 568                |
| 5                  | Nick Page          | USA                | 541                |
| 6                  | Rasmus Stegfeldt   | SWE                | 512                |
| 7                  | Benjamin Cavet     | FRA                | 478                |
| 8                  | Pavel Kolmakov     | KAZ                | 419                |
| 9                  | Julien Viel        | CAN                | 408                |
| 10                 | Cooper Woods       | AUS                | 404                |

| Park&Pipe | Park&Pipe      | Park&Pipe | Park&Pipe |
| #         | Naam           | Land      | Punten    |
| --------- | -------------- | --------- | --------- |
| 1         | Alex Ferreira  | USA       | 500       |
| 2         | Alexander Hall | USA       | 460       |
| 3         | Mac Forehand   | USA       | 455       |
| 4         | Andri Ragettli | SUI       | 380       |
| 5         | Birk Ruud      | NOR       | 332       |
| 6         | Hunter Hess    | USA       | 287       |
| 7         | Jon Sallinen   | FIN       | 245       |
| 8         | Miro Tabanelli | ITA       | 226       |
| 9         | Luke Harrold   | NZL       | 207       |
| 10        | Lee Seung-hun  | KOR       | 199       |

| Big air | Big air         | Big air | Big air |
| #       | Naam            | Land    | Punten  |
| ------- | --------------- | ------- | ------- |
| 1       | Alexander Hall  | USA     | 236     |
| 2       | Andri Ragettli  | SUI     | 196     |
| 3       | Miro Tabanelli  | ITA     | 162     |
| 4       | Birk Ruud       | NOR     | 160     |
| 5       | Mac Forehand    | USA     | 136     |
| 6       | Matěj Švancer   | AUT     | 135     |
| 7       | Leo Landrø      | NOR     | 120     |
| 8       | Elias Syrjä     | FIN     | 117     |
| 9       | Dylan Deschamps | CAN     | 113     |
| 10      | Kim Gubser      | SUI     | 99      |

| Moguls | Moguls              | Moguls | Moguls |
| #      | Naam                | Land   | Punten |
| ------ | ------------------- | ------ | ------ |
| 1      | Ikuma Horishima     | JPN    | 610    |
| 2      | Mikaël Kingsbury    | CAN    | 600    |
| 3      | Filip Gravenfors    | SWE    | 361    |
| 4      | Walter Wallberg     | SWE    | 343    |
| 5      | Elliot Vaillancourt | CAN    | 236    |
| 6      | Nick Page           | USA    | 233    |
| 7      | Cooper Woods        | AUS    | 221    |
| 8      | Julien Viel         | CAN    | 186    |
| 9      | Cole McDonald       | USA    | 183    |
| 10     | Benjamin Cavet      | FRA    | 182    |

| Halfpipe | Halfpipe             | Halfpipe | Halfpipe |
| #        | Naam                 | Land     | Punten   |
| -------- | -------------------- | -------- | -------- |
| 1        | Alex Ferreira        | USA      | 400      |
| 2        | Hunter Hess          | USA      | 265      |
| 3        | Jon Sallinen         | FIN      | 230      |
| 4        | Lee Seung-hun        | KOR      | 177      |
| 5        | Nick Goepper         | USA      | 155      |
| 6        | Brendan MacKay       | CAN      | 145      |
| 7        | Birk Irving          | USA      | 145      |
| 8        | Luke Harrold         | NZL      | 136      |
| 9        | Dylan Ladd           | USA      | 136      |
| 10       | Finley Melville Ives | NZL      | 134      |

| Skicross | Skicross                  | Skicross | Skicross |
| #        | Naam                      | Land     | Punten   |
| -------- | ------------------------- | -------- | -------- |
| 1        | David Mobärg              | SWE      | 780      |
| 2        | Reece Howden              | CAN      | 721      |
| 3        | Alex Fiva                 | SUI      | 698      |
| 4        | Florian Wilmsmann         | GER      | 642      |
| 5        | Erik Mobärg               | SWE      | 612      |
| 6        | Youri Duplessis Kergomard | FRA      | 605      |
| 7        | Simone Deromedis          | ITA      | 555      |
| 8        | Jared Schmidt             | CAN      | 516      |
| 9        | Terence Tchiknavorian     | FRA      | 514      |
| 10       | Tristan Takats            | AUT      | 390      |

| Dual Moguls | Dual Moguls      | Dual Moguls | Dual Moguls |
| #           | Naam             | Land        | Punten      |
| ----------- | ---------------- | ----------- | ----------- |
| 1           | Mikaël Kingsbury | CAN         | 700         |
| 2           | Ikuma Horishima  | JPN         | 372         |
| 3           | Rasmus Stegfeldt | SWE         | 361         |
| 4           | Filip Gravenfors | SWE         | 344         |
| 5           | Nick Page        | USA         | 308         |
| 6           | Benjamin Cavet   | FRA         | 296         |
| 7           | Pavel Kolmakov   | KAZ         | 250         |
| 8           | Walter Wallberg  | SWE         | 225         |
| 9           | Julien Viel      | CAN         | 220         |
| 10          | Takuya Shimakawa | JPN         | 209         |

| Slopestyle | Slopestyle         | Slopestyle | Slopestyle |
| #          | Naam               | Land       | Punten     |
| ---------- | ------------------ | ---------- | ---------- |
| 1          | Mac Forehand       | USA        | 310        |
| 2          | Alexander Hall     | USA        | 260        |
| 3          | Andri Ragettli     | SUI        | 255        |
| 4          | Birk Ruud          | NOR        | 194        |
| 5          | Konnor Ralph       | USA        | 154        |
| 6          | Luca Harrington    | NZL        | 144        |
| 7          | Max Moffatt        | CAN        | 142        |
| 8          | Tormod Frostad     | NOR        | 139        |
| 9          | Evan McEachran     | CAN        | 136        |
| 10         | Sebastian Schjerve | NOR        | 129        |

| Aerials | Aerials            | Aerials | Aerials |
| #       | Naam               | Land    | Punten  |
| ------- | ------------------ | ------- | ------- |
| 1       | Qi Guangpu         | CHN     | 440     |
| 2       | Pirmin Werner      | SUI     | 300     |
| 3       | Christopher Lillis | USA     | 298     |
| 4       | Wang Xindi         | CHN     | 285     |
| 5       | Zhang Yifan        | CHN     | 276     |
| 6       | Alexandre Duchaine | CAN     | 226     |
| 7       | Connor Curran      | USA     | 217     |
| 8       | Li Tianma          | CHN     | 191     |
| 9       | Lewis Irving       | CAN     | 188     |
| 10      | Noé Roth           | SUI     | 179     |

## Vrouwen

### Kalender
| Datum      | Plaats               | Onderdeel   | Eerste                                | Tweede                                                         | Derde                                 |
| ---------- | -------------------- | ----------- | ------------------------------------- | -------------------------------------------------------------- | ------------------------------------- |
| 20/10/2023 | Chur                 | Big air     | Mathilde Gremaud                      | Tess Ledeux                                                    | Sarah Höfflin                         |
| 24/11/2023 | Stubai               | Slopestyle  | Mathilde Gremaud                      | Tess Ledeux                                                    | Ruby Star Andrews                     |
| 02/12/2023 | Beijing              | Big air     | Mathilde Gremaud                      | Kirsty Muir                                                    | Flora Tabanelli                       |
| 02/12/2023 | Ruka                 | Moguls      | Jakara Anthony                        | Elizabeth Lemley                                               | Olivia Giaccio                        |
| 03/12/2023 | Ruka                 | Aerials     | Marion Thénault                       | Danielle Scott                                                 | Zjanbota Aldabergenova                |
| 07/12/2023 | Val Thorens          | Skicross    | Sandra Näslund                        | Marielle Berger Sabbatel                                       | Fanny Smith                           |
| 08/12/2023 | Val Thorens          | Skicross    | Daniela Maier                         | Brittany Phelan                                                | Marielle Berger Sabbatel              |
| 08/12/2023 | Idre Fjäll           | Moguls      | Jakara Anthony                        | Rino Yanagimoto                                                | Olivia Giaccio                        |
| 09/12/2023 | Idre Fjäll           | Dual Moguls | Jaelin Kauf                           | Rino Yanagimoto                                                | Jakara Anthony                        |
| 09/12/2023 | Secret Garden        | Halfpipe    | Eileen Gu                             | Hanna Faulhaber                                                | Amy Fraser                            |
| 12/12/2023 | Arosa                | Skicross    | Hannah Schmidt                        | Marielle Berger Sabbatel Marielle Thompson Christina Födermayr |                                       |
| 15/12/2023 | Alpe d'Huez          | Moguls      | Jakara Anthony                        | Jaelin Kauf                                                    | Olivia Giaccio                        |
| 16/12/2023 | Alpe d'Huez          | Dual Moguls | Jakara Anthony                        | Olivia Giaccio                                                 | Alli Macuga                           |
| 15/12/2023 | Copper Mountain      | Halfpipe    | Eileen Gu                             | Hanna Faulhaber                                                | Zoe Atkin                             |
| 16/12/2023 | Copper Mountain      | Big air     | Tess Ledeux                           | Mathilde Gremaud                                               | Kirsty Muir                           |
| 16/12/2023 | Changchun            | Aerials     | Winter Vinecki                        | Kong Fanyu                                                     | Laura Peel                            |
| 21/12/2023 | Innichen             | Skicross    | Sandra Näslund                        | Fanny Smith                                                    | Hannah Schmidt                        |
| 22/12/2023 | Innichen             | Skicross    | Sixtine Cousin                        | Marielle Berger Sabbatel                                       | Sandra Näslund                        |
| 22/12/2023 | Bakoeriani           | Moguls      | Jakara Anthony                        | Rino Yanagimoto                                                | Hannah Soar                           |
| 23/12/2023 | Bakoeriani           | Dual Moguls | Jakara Anthony                        | Maia Schwinghammer                                             | Jaelin Kauf                           |
| 19/01/2024 | Val Saint-Côme       | Moguls      | Jakara Anthony                        | Jaelin Kauf                                                    | Hinako Tomitaka                       |
| 20/01/2024 | Val Saint-Côme       | Dual Moguls | Jakara Anthony                        | Jaelin Kauf                                                    | Olivia Giaccio                        |
| 20/01/2024 | Nakiska              | Skicross    | Hannah Schmidt                        | Marielle Thompson                                              | Fanny Smith                           |
| 21/01/2024 | Nakiska              | Skicross    | Hannah Schmidt                        | Marielle Berger Sabbatel                                       | Brittany Phelan                       |
| 21/01/2024 | Laax                 | Slopestyle  | Mathilde Gremaud                      | Eileen Gu                                                      | Jay Riccomini                         |
| 26/01/2024 | Waterville Valley    | Moguls      | Jakara Anthony                        | Jaelin Kauf                                                    | Hannah Soar                           |
| 27/01/2024 | Waterville Valley    | Dual Moguls | Jakara Anthony                        | Jaelin Kauf                                                    | Olivia Giaccio                        |
| 28/01/2024 | Sankt Moritz         | Skicross    | Marielle Thompson                     | Fanny Smith                                                    | Hannah Schmidt                        |
| 01/02/2024 | Deer Valley          | Moguls      | Olivia Giaccio                        | Jaelin Kauf                                                    | Hinako Tomitaka                       |
| 02/02/2024 | Deer Valley          | Aerials     | Winter Vinecki                        | Danielle Scott                                                 | Abbey Willcox                         |
| 03/02/2024 | Deer Valley          | Dual Moguls | Jakara Anthony                        | Jaelin Kauf                                                    | Olivia Giaccio                        |
| 02/02/2024 | Alleghe              | Skicross    | India Sherret                         | Saskja Lack                                                    | Talina Gantenbein                     |
| 03/02/2024 | Alleghe              | Skicross    | Marielle Thompson                     | Brittany Phelan                                                | Marielle Berger Sabbatel              |
| 02/02/2024 | Mammoth Mountain     | Halfpipe    | Amy Fraser                            | Eileen Gu                                                      | Zoe Atkin                             |
| 03/02/2024 | Mammoth Mountain     | Slopestyle  | Mathilde Gremaud                      | Eleanor Andrews                                                | Jay Riccomini                         |
| 10/02/2024 | Bakoeriani           | Skicross    | Marielle Thompson                     | Brittany Phelan                                                | Marielle Berger Sabbatel              |
| 11/02/2024 | Bakoeriani           | Skicross    | Marielle Thompson                     | Marielle Berger Sabbatel                                       | Talina Gantenbein                     |
| 10/02/2024 | Lac Beauport         | Aerials     | Karenna Elliott                       | Danielle Scott                                                 | Marion Thénault                       |
| 11/02/2024 | Lac Beauport         | Aerials     | Winter Vinecki                        | Chen Meiting                                                   | Danielle Scott                        |
| 16/02/2024 | Calgary              | Halfpipe    | Eileen Gu                             | Amy Fraser                                                     | Zoe Atkin                             |
| 17/02/2024 | Calgary              | Halfpipe    | Eileen Gu                             | Zoe Atkin                                                      | Svea Irving                           |
| 24/02/2024 | Reiteralm            | Skicross    | Afgelast vanwege te veel verse sneeuw | Afgelast vanwege te veel verse sneeuw                          | Afgelast vanwege te veel verse sneeuw |
| 25/02/2024 | Reiteralm            | Skicross    | Brittany Phelan                       | Marielle Berger Sabbatel                                       | Talina Gantenbein Margaux Dumont      |
| 02/03/2024 | Oberwiesenthal       | Skicross    | Afgelast                              | Afgelast                                                       | Afgelast                              |
| 03/03/2024 | Oberwiesenthal       | Skicross    | Afgelast                              | Afgelast                                                       | Afgelast                              |
| 08/03/2024 | Almaty               | Moguls      | Jakara Anthony                        | Alli Macuga                                                    | Hannah Soar                           |
| 09/03/2024 | Almaty               | Dual Moguls | Jakara Anthony                        | Jaelin Kauf                                                    | Olivia Giaccio                        |
| 10/03/2024 | Almaty               | Aerials     | Marion Thénault                       | Danielle Scott                                                 | Kong Fanyu                            |
| 15/03/2024 | Tignes               | Slopestyle  | Mathilde Gremaud                      | Liu Mengting                                                   | Flora Tabanelli                       |
| 16/03/2024 | Tignes               | Slopestyle  | Tess Ledeux                           | Mathilde Gremaud                                               | Olivia Asselin                        |
| 16/03/2024 | Veysonnaz            | Skicross    | Marielle Thompson                     | Brittany Phelan                                                | India Sherret                         |
| 16/03/2024 | Chiesa in Valmalenco | Dual Moguls | Jakara Anthony                        | Jaelin Kauf                                                    | Elizabeth Lemley                      |
| 23/03/2024 | Idre Fjäll           | Skicross    | Brittany Phelan                       | India Sherret                                                  | Saskja Lack                           |
| 24/03/2024 | Idre Fjäll           | Skicross    | Marielle Thompson                     | Marielle Berger Sabbatel                                       | Brittany Phelan                       |
| 24/03/2024 | Silvaplana           | Slopestyle  | Tess Ledeux                           | Mathilde Gremaud                                               | Jay Riccomini                         |

### Eindstanden
| Moguls+Dual Moguls | Moguls+Dual Moguls | Moguls+Dual Moguls | Moguls+Dual Moguls |
| #                  | Naam               | Land               | Punten             |
| ------------------ | ------------------ | ------------------ | ------------------ |
| 1                  | Jakara Anthony     | AUS                | 1480               |
| 2                  | Jaelin Kauf        | USA                | 1064               |
| 3                  | Olivia Giaccio     | USA                | 882                |
| 4                  | Hannah Soar        | USA                | 717                |
| 5                  | Alli Macuga        | USA                | 615                |
| 6                  | Hinako Tomitaka    | JPN                | 568                |
| 7                  | Tess Johnson       | USA                | 538                |
| 8                  | Rino Yanagimoto    | JPN                | 531                |
| 9                  | Maïa Schwinghammer | CAN                | 470                |
| 10                 | Elizabeth Lemley   | USA                | 425                |

| Park&Pipe | Park&Pipe        | Park&Pipe | Park&Pipe |
| #         | Naam             | Land      | Punten    |
| --------- | ---------------- | --------- | --------- |
| 1         | Mathilde Gremaud | SUI       | 600       |
| 2         | Eileen Gu        | CHN       | 560       |
| 3         | Tess Ledeux      | FRA       | 496       |
| 4         | Amy Fraser       | CAN       | 335       |
| 5         | Flora Tabanelli  | ITA       | 270       |
| 6         | Zoe Atkin        | GBR       | 260       |
| 7         | Jay Riccomini    | USA       | 251       |
| 8         | Sarah Höfflin    | SUI       | 251       |
| 9         | Liu Mengting     | CHN       | 244       |
| 10        | Anni Karava      | FIN       | 241       |

| Big air | Big air          | Big air | Big air |
| #       | Naam             | Land    | Punten  |
| ------- | ---------------- | ------- | ------- |
| 1       | Mathilde Gremaud | SUI     | 380     |
| 2       | Tess Ledeux      | FRA     | 248     |
| 3       | Flora Tabanelli  | ITA     | 189     |
| 4       | Sandra Eie       | NOR     | 160     |
| 5       | Kirsty Muir      | GBR     | 140     |
| 6       | Giulia Tanno     | SUI     | 131     |
| 7       | Liu Mengting     | CHN     | 116     |
| 8       | Anni Karava      | FIN     | 116     |
| 9       | Rell Harwood     | USA     | 90      |
| 10      | Sarah Höfflin    | SUI     | 86      |

| Moguls | Moguls            | Moguls | Moguls |
| #      | Naam              | Land   | Punten |
| ------ | ----------------- | ------ | ------ |
| 1      | Jakara Anthony    | AUS    | 720    |
| 2      | Jaelin Kauf       | USA    | 500    |
| 3      | Olivia Giaccio    | USA    | 427    |
| 4      | Hannah Soar       | USA    | 406    |
| 5      | Hinako Tomitaka   | JPN    | 325    |
| 6      | Alli Macuga       | USA    | 313    |
| 7      | Rino Yanagimoto   | JPN    | 301    |
| 8      | Tess Johnson      | USA    | 248    |
| 9      | Elizabeth Lemley  | USA    | 239    |
| 10     | Anastasia Gorodko | KAZ    | 204    |

| Halfpipe | Halfpipe         | Halfpipe | Halfpipe |
| #        | Naam             | Land     | Punten   |
| -------- | ---------------- | -------- | -------- |
| 1        | Eileen Gu        | CHN      | 400      |
| 2        | Amy Fraser       | CAN      | 290      |
| 3        | Zoe Atkin        | GBR      | 260      |
| 4        | Riley Jacobs     | USA      | 185      |
| 5        | Svea Irving      | USA      | 182      |
| 6        | Hanna Faulhaber  | USA      | 160      |
| 7        | Kathryn Gray     | USA      | 120      |
| 8        | Dillan Glennie   | CAN      | 119      |
| 9        | Kim Dae-un       | KOR      | 119      |
| 10       | Sabrina Cakmakli | GER      | 117      |

| Skicross | Skicross                 | Skicross | Skicross |
| #        | Naam                     | Land     | Punten   |
| -------- | ------------------------ | -------- | -------- |
| 1        | Marielle Thompson        | CAN      | 1077     |
| 2        | Marielle Berger Sabbatel | FRA      | 990      |
| 3        | Brittany Phelan          | CAN      | 934      |
| 4        | Hannah Schmidt           | CAN      | 663      |
| 5        | Talina Gantenbein        | SUI      | 635      |
| 6        | India Sherret            | CAN      | 605      |
| 7        | Saskja Lack              | SUI      | 604      |
| 8        | Sixtine Cousin           | SUI      | 534      |
| 9        | Fanny Smith              | SUI      | 493      |
| 10       | Johanna Holzmann         | GER      | 462      |

| Dual Moguls | Dual Moguls        | Dual Moguls | Dual Moguls |
| #           | Naam               | Land        | Punten      |
| ----------- | ------------------ | ----------- | ----------- |
| 1           | Jakara Anthony     | AUS         | 760         |
| 2           | Jaelin Kauf        | USA         | 564         |
| 3           | Olivia Giaccio     | USA         | 455         |
| 4           | Hannah Soar        | USA         | 311         |
| 5           | Maïa Schwinghammer | CAN         | 304         |
| 6           | Alli Macuga        | USA         | 302         |
| 7           | Tess Johnson       | USA         | 290         |
| 8           | Hinako Tomitaka    | JPN         | 261         |
| 9           | Rino Yanagimoto    | JPN         | 230         |
| 10          | Elizabeth Lemley   | USA         | 186         |

| Slopestyle | Slopestyle        | Slopestyle | Slopestyle |
| #          | Naam              | Land       | Punten     |
| ---------- | ----------------- | ---------- | ---------- |
| 1          | Mathilde Gremaud  | SUI        | 380        |
| 2          | Tess Ledeux       | FRA        | 316        |
| 3          | Jay Riccomini     | USA        | 209        |
| 4          | Ruby Star Andrews | NZL        | 186        |
| 5          | Sarah Höfflin     | SUI        | 165        |
| 6          | Anni Karava       | FIN        | 149        |
| 7          | Olivia Asselin    | CAN        | 130        |
| 8          | Kokone Kondo      | JPN        | 129        |
| 9          | Liu Mengting      | CHN        | 128        |
| 10         | Rell Harwood      | USA        | 128        |

| Aerials | Aerials         | Aerials | Aerials |
| #       | Naam            | Land    | Punten  |
| ------- | --------------- | ------- | ------- |
| 1       | Danielle Scott  | AUS     | 420     |
| 2       | Winter Vinecki  | USA     | 378     |
| 3       | Marion Thénault | CAN     | 311     |
| 4       | Chen Meiting    | CHN     | 278     |
| 5       | Kaila Kuhn      | USA     | 227     |
| 6       | Karenna Elliott | USA     | 226     |
| 7       | Emma Weiß       | GER     | 198     |
| 8       | Tasia Tanner    | USA     | 192     |
| 9       | Abbey Willcox   | AUS     | 172     |
| 10      | Kong Fanyu      | CHN     | 156     |